# Hausdorf (Glashütte)
Hausdorf ist ein Ortsteil der sächsischen Stadt Glashütte im Landkreis Sächsische Schweiz-Osterzgebirge.

## Geografie
Hausdorf liegt etwa sieben Kilometer nördlich von Glashütte im Osterzgebirge. Östlich des Ortes erstreckt sich das Müglitztal.

### Nachbarorte
| Hermsdorf am Wilisch | Wittgensdorf                                | Maxen       |
| Hirschbach           | Kompassrose, die auf Nachbargemeinden zeigt |             |
| Reinhardtsgrimma     | Cunnersdorf                                 | Schlottwitz |

## Geschichte
Das Waldhufendorf Hausdorf war 1402 zur Pflege Dresden, 1445 zur Pflege Dohna und seit 1548 zum Amt Pirna gehörig. Von 1856 bis 1875 gehörte Hausdorf dem Gerichtsamt Dippoldiswalde an, danach der Amtshauptmannschaft Dippoldiswalde. Der Ort war nach Maxen gepfarrt. Im Jahr 1900 betrug die Fläche der Gemarkung 538 Hektar. Die Bevölkerung Hausdorfs teilte sich 1925 in 287 evangelisch-lutherische Einwohner und zwei Katholiken auf. 1952 wurde Hausdorf Teil des Kreises Dippoldiswalde, der 1994 in den Weißeritzkreis überging. Am 1. Juli 1995 wurde Hausdorf nach Reinhardtsgrimma eingemeindet, das sich 2008 mit Glashütte zusammenschloss. Hausdorf wurde im August 2008 Teil des aus den Landkreisen Sächsische Schweiz und Weißeritzkreis gebildeten Landkreises Sächsische Schweiz-Osterzgebirge.
Fast am höchsten Punkt Hausdorfs steht ein Wahrzeichen vergangener blutiger Kämpfe – die „drei Linden“, die der Hofmarschall von Schönberg in Erinnerung an die Schlacht 1759 am Finkenfang anpflanzen ließ.

### Entwicklung der Einwohnerzahl
| Jahr | Einwohnerzahl                             |
| ---- | ----------------------------------------- |
| 1551 | 21 Besessene Mann, 2 Gärtner, 33 Inwohner |
| 1764 | 23 Besessene Mann, 3 Häusler              |
| 1834 | 239                                       |
| 1871 | 299                                       |
| 1890 | 347                                       |
| 1910 | 287                                       |
| 1925 | 292                                       |
| 1939 | 271                                       |
| 1946 | 378                                       |
| 1950 | 358                                       |
| 1964 | 258                                       |
| 1990 | 225                                       |
| 2007 | 387                                       |
| 2011 | 377                                       |

## Persönlichkeiten
- Alwin Höhne (1878–1940), Architekt und Baumeister